# Rough Riders

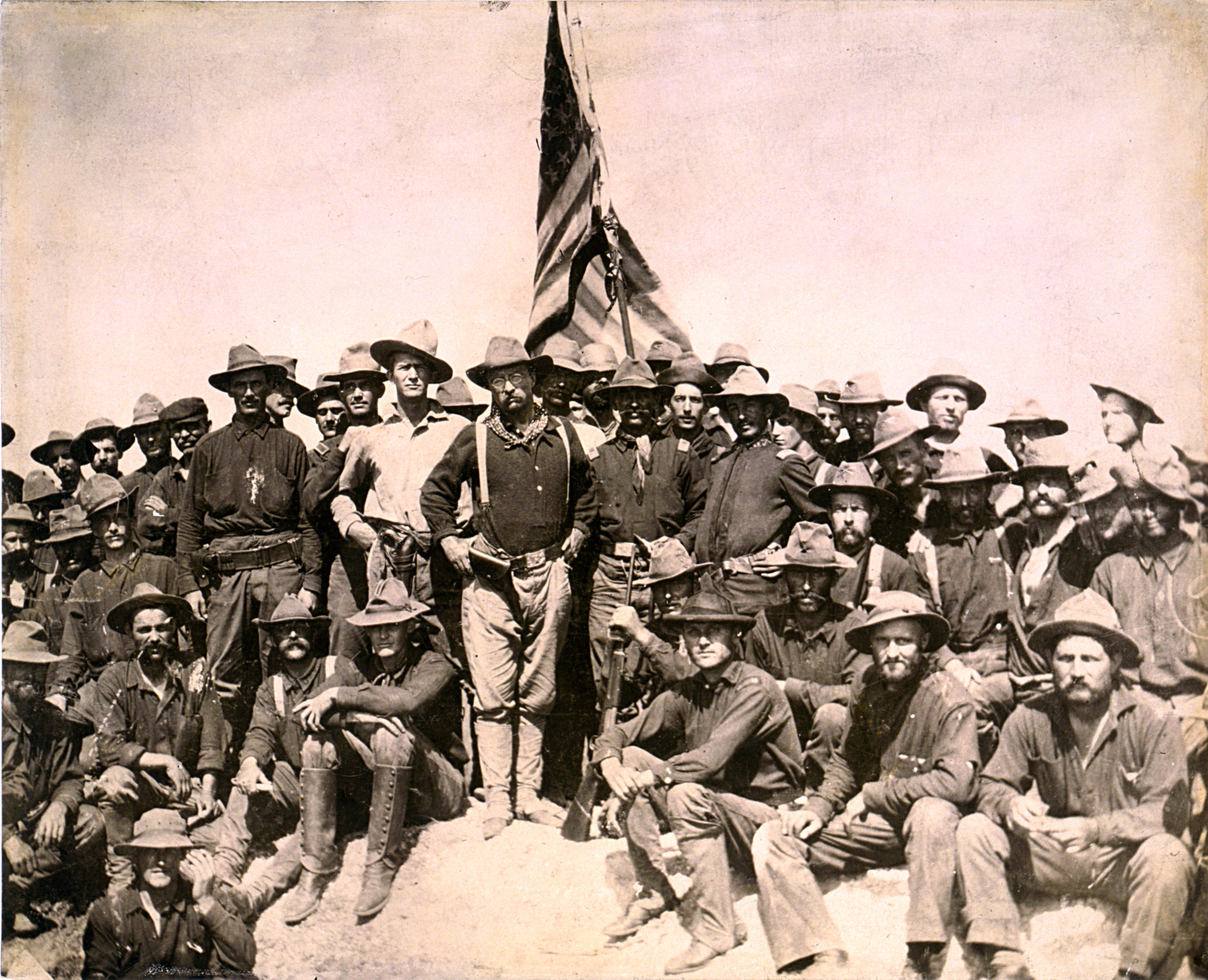
Rough Riders på Kettle Hill efter slaget om San Juan Hill

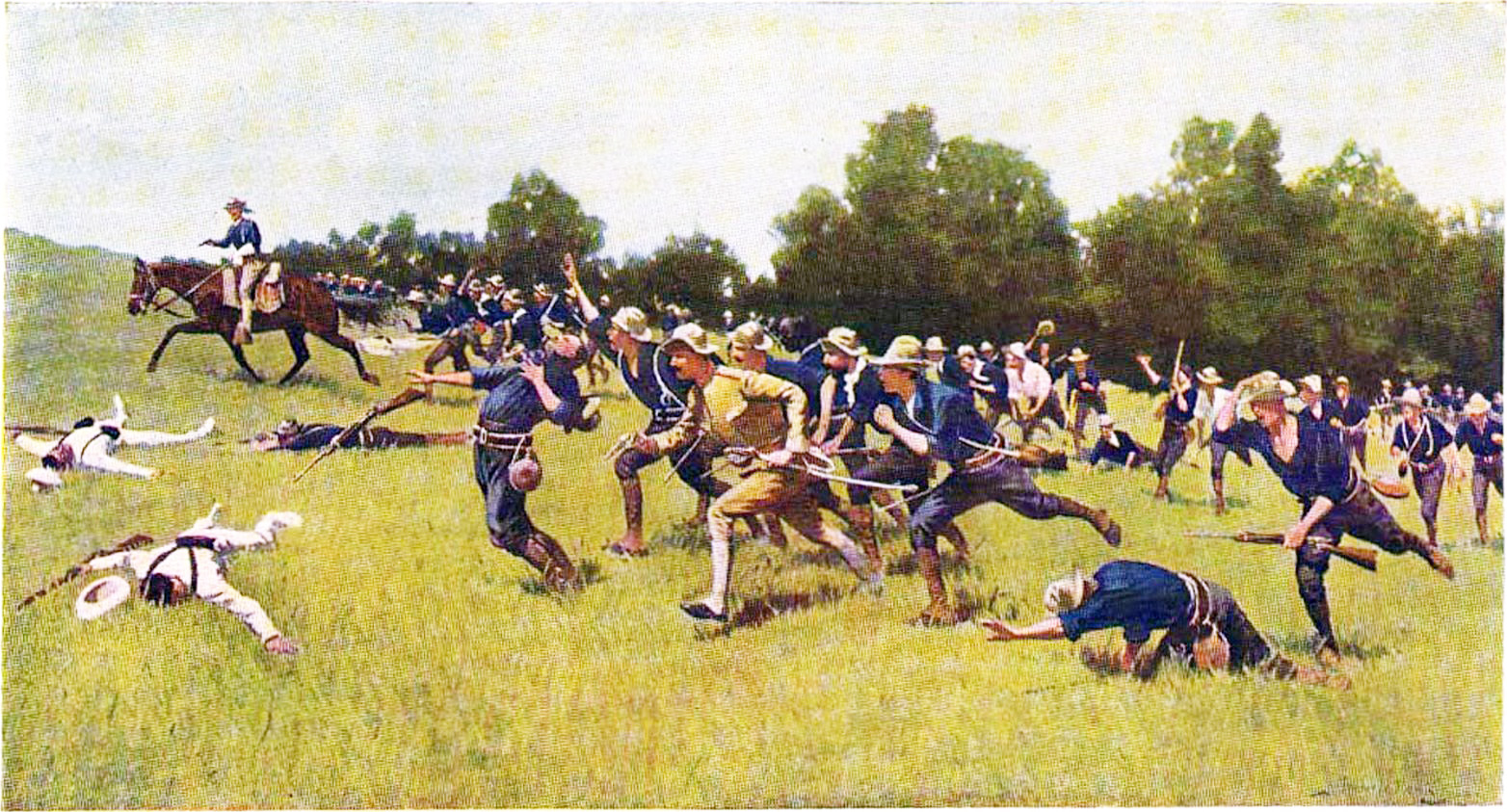
Anfallet av Rough Riders på San Juan Hill av Frederic Remington

Rough Riders (engelska: "vilda ryttare") var det folkliga namnet på USA:s första frivilliga kavalleristyrka vid spansk-amerikanska kriget mellan USA och kolonialmakten Spanien. Rough Riders uppsattes 1898 vid krigets utbrottet av läkaren Leonard Wood och överstelöjtnanten och sedermera presidenten Theodore Roosevelt. De vann stor ryktbarhet genom påstådd förvägen djärvhet i striderna på Kuba, vilka under period utkämpades under befäl av Roosevelt, bland annat stormningen av Kettle Hill under slaget om San Juan Hill.